# Monastère de Simbiling

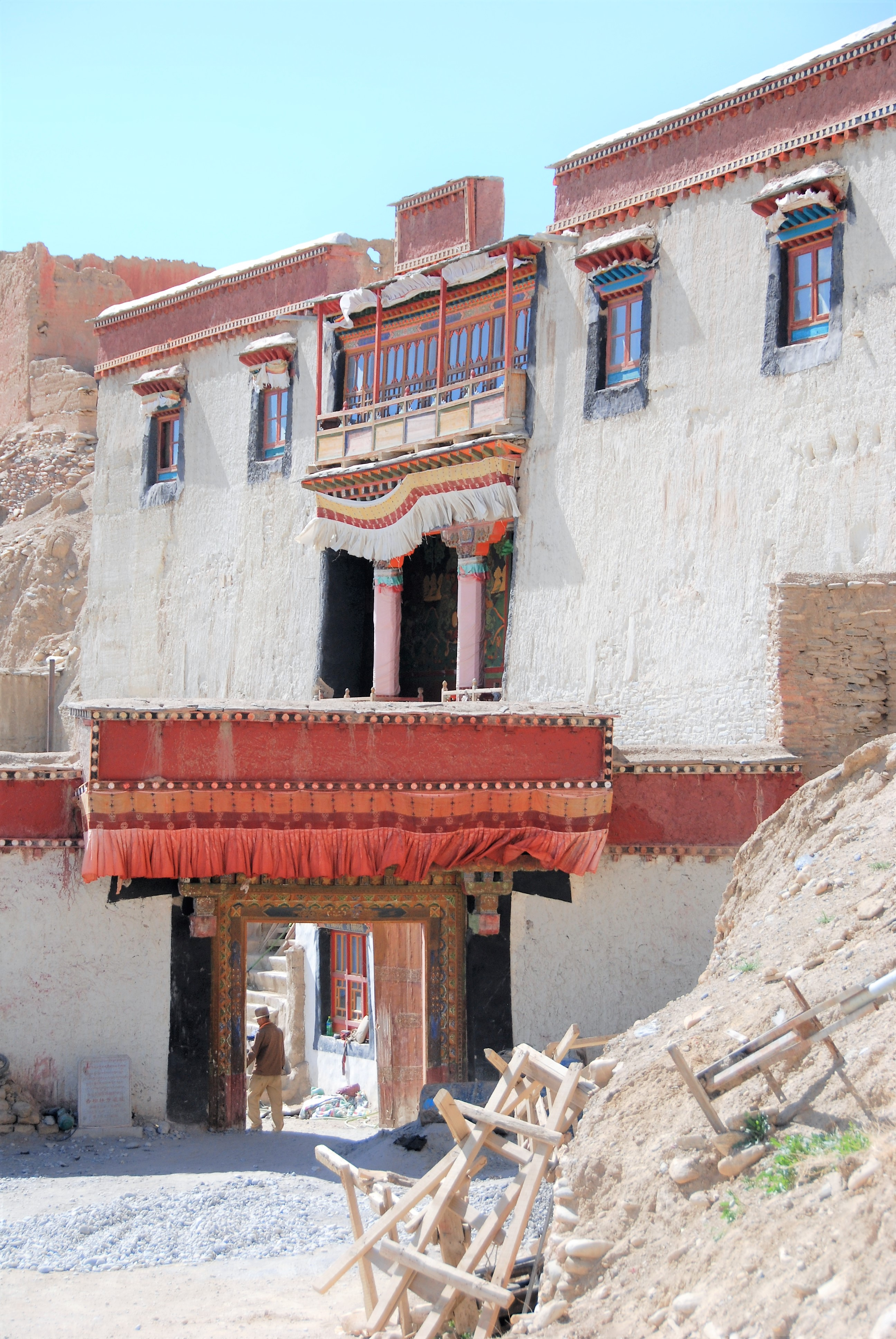
Entrée du monastère Gelupka de Simbiling (Shimpuling, Shambuling) perché en haut d'un éperon rocheux près de la ville de Purang (Taglakot), le 5 juin 2011.

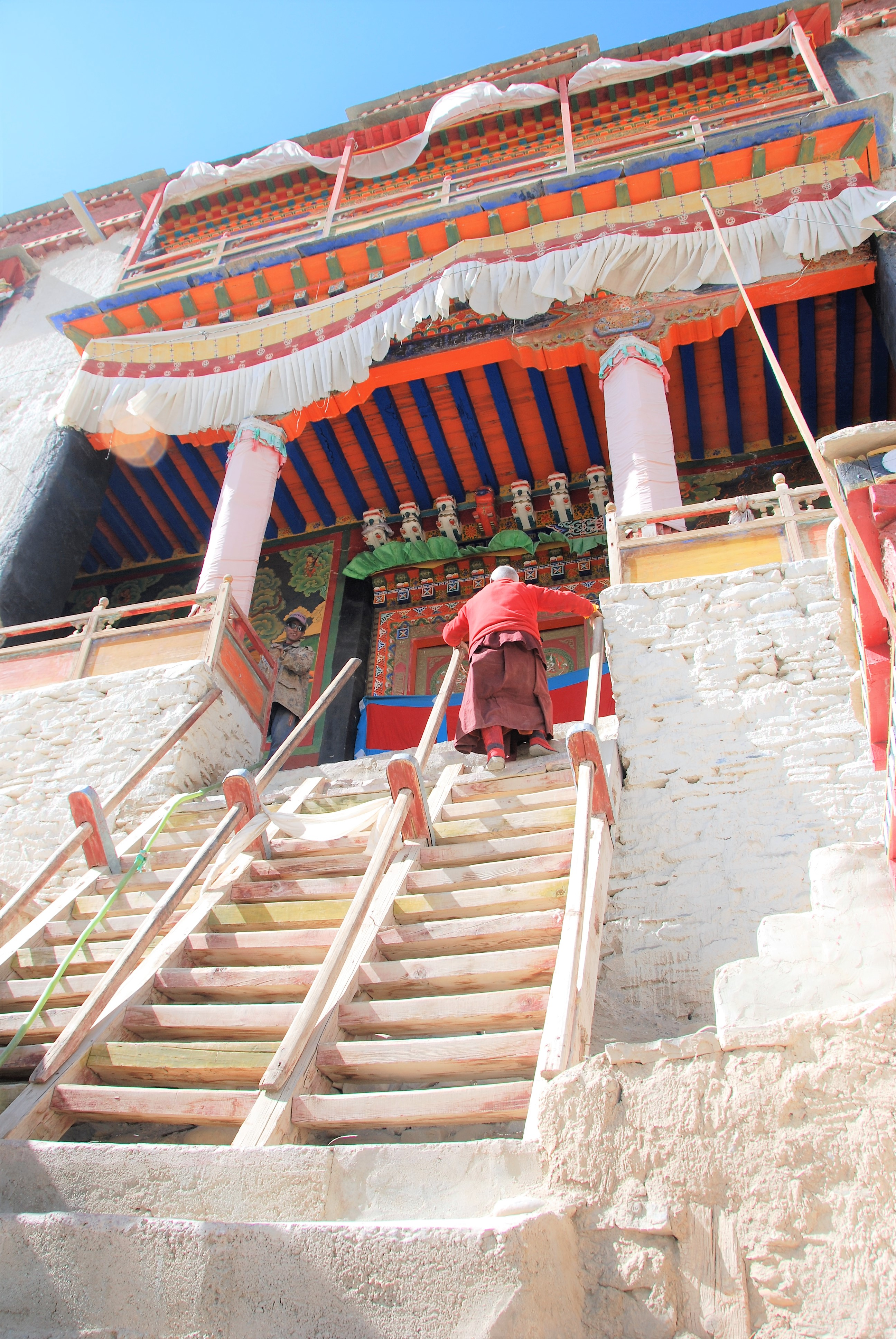
Le temple Gelupka de Simbiling (Shimpuling, Shambuling) perché en haut d'un éperon rocheux près de la ville de Purang (Taglakot), le 5 juin 2011.

Le monastère de Simbiling, aussi appelé Shambuling Gompa, Shepeling dzong et Taklakot Gompa, est situé à côté du grand fort de Tegla Kar (le fort du tigre couché) sur une arête près de Taklakot, au-dessus de la ville de Purang, dans la province de Ngari, situé juste sur la frontière entre le Népal et le Tibet occidental dans la vallée de la rivière Karnali, qui est appelé au Tibet Mapchchu Khambab, signifiant la rivière de la bouche du paon.
Il était situé au-dessus d'une arête où se trouvent des grottes ayant servi de résidences, en hauteur au-dessus de la ville, à près 15 km à l'est du monastère de Khorzhak Sakya qui a traversé les siècles, et a été restauré.
En 1841, le général Zorawar Singh, commandant en chef des forces Dogra, après avoir conquis presque tout le Ladakh et une bonne partie du Tibet occidental, y compris le mont Kailash, les lacs Mansarowar, Rakas Tal, et tout le territoire du Ladakh au col de Mayum, à l'est du lac Manasarovar, d'où la route mène vers Shigatse et Lhassa, soutenu par une garnison qu'il avait placé au Shepeling dzong, stratégiquement important. Il fut, cependant, tué l'année suivante en combattant une importante force tibétaine, mettant fin au rêve de Gulab Singh d'un vaste empire Dogra incorporant de larges parts du Tibet.
Le monastère de Simbiling avait plus de 100 pièces et a été habité par plusieurs centaines de moines Gelugpa. Il y avait aussi un fort qui était la résidence de l'administrateur régional, et un plus petit monastère Sakya dans le complexe. Ils ont été complètement par l'artillerie chinoise en 1967, à l'époque de la révolution culturelle,. En 2003, un travail de reconstruction du monastère de Shambuling a été commencé par Trugo Lama, Lobsang Samten, et il y a maintenant quelques moines sur place.
La garnison et le cantonnement militaires chinois actuels sont juste en face, sur l'autre rive  de la rivière Karnali au nord-est des ruines du fort et des monastères. Le centre-ville et quelques ruines anciennes sont aussi sur ce côté de la rivière, qui traverse la ville. La route vers le mont Kailash mène au nord-ouest, alors que la nouvelle route de pèlerinage vers l'Inde passant le col de Lipu-Lekh, mène au sud-ouest, et que la route vers le monastère de Khorzhak et le Népal part de la ville en direction de l'est.
Le complexe du temple et du dzong, ou fort, étaient au-dessus d'un temple appartenant maintenant à l'école Gelugpa, appelé « Tsegu Gompa » ou le « monastère aux neuf étages » qui était probablement au début un monastère de la tradition Bön. Tsegu couvre de nombreuses terrasses et peut être atteint par des échelles.